# Cloyne
Cloyne (Cluain in irlandese) è un piccolo villaggio a sud-est dell'abitato di Midletonn nella parte occidentale della Contea di Cork, Irlanda. Nonostante le sue esigue dimensioni, il centro ha una tradizione religiosa storica di spicco, essendo un'antica diocesi anglicana della Church of Ireland, ma anche attuale cattolica, la Diocesi di Cloyne. La cattedrale di San Colman, santo venerato nella zona che operò proprio a Cloyne, è situata per quanto riguarda quella anglicana proprio nel paese, mentre quella cattolica è stata spostata a Cobh, che svetta sul Cork Harbour.